# 209e régiment d'infanterie

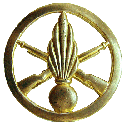
insigne de béret d'infanterie

Le 209e régiment d'infanterie (209e RI) est un régiment d'infanterie de l'Armée de terre française créé sous la Révolution à partir de la 209e demi-brigade de première formation, recréé en 1914 avec les bataillons de réserve du 9e régiment d'infanterie.

## Création et différentes dénominations
- août 1914 : 209e Régiment d'Infanterie
- Mars 1917 : dissolution

## Chefs de corps
- De la mobilisation au 17 octobre 1914 : lieutenant-colonel Fortuné Szavras (grièvement blessé à son poste) ;
- Du 17 octobre 1914 au 1er avril 1917 (dissolution du régiment) : lieutenant-colonel Louis René Viard, de l'Infanterie Coloniale, Officier de la Légion d'honneur.

## Première Guerre mondiale
Casernement : Agen

### Affectation
17e Corps d'Armée d'août 1914 à mars 1917(34e Division d'Infanterie à partir de juillet 1915 à mars 1917)

### Historique

#### 1914
Opérations de la IIIe Armée (Général Ruffey) et de la 4e armée (France) (général de Langle de Cary) : combat d'Offagne en Belgique (22 août)
Première Bataille de la Marne : prise de la ferme de La Certine et de la cote 208, au sud-est de Sompuis (6-10 septembre)
Reprise de l'offensive allemande en Champagne : combats défensifs devant Perthes-lès-Hurlus (26 septembre)

#### 1915
Première Bataille de Champagne : attaque du bois Sabot près de Perthes-lès-Hurlus (12 février)
Première et deuxième Batailles d'Artois : attaques devant Thélus (10 - 14 mai et 25 - 27 septembre)

#### 1916
Bataille de Verdun : fortification et défense du réduit d'Avocourt (30 mars-25 juin)

#### 1917
Secteur de Prosnes, en Champagne : attaque allemande par les gaz (31 janvier)
Le régiment est dissous en mai 1917.
Ses traditions sont gardées jusqu'en 1998 par le Centre mobilisateur No 209 implanté à Agen.

## Inscriptions portées sur le drapeau du régiment
Il porte, cousues en lettres d'or dans ses plis, les inscriptions suivantes :
- Champagne 1915
- Verdun 1916

## Décorations
Sa cravate est décorée de la Croix de guerre 1914-1918 avec étoile de vermeil pour le motif suivant (ordre du 17e Corps d'Armée no 69 en date du 29 mars 1915)

## Faits d'armes faisant particulièrement honneur au régiment
La fortification et la défense opiniâtre du bois d'Avocourt durant la bataille de Verdun, de mars à juin 1916.

### Sources et bibliographie
« Historique du 209e régiment d'infanterie » (Anonyme, Librairie Chapelot, Paris, s.d.).